# Hamner-Nunatak
Der Hamner-Nunatak ist ein 1620 m hoher Nunatak im ostantarktischen Viktorialand. Er ragt 8 km westnordwestlich des Wise Peak und westlich der Warren Range auf.
Das Advisory Committee on Antarctic Names benannte ihn 1964 nach dem US-amerikanischen Biologen Karl Clemens Hamner (1908–1989) von der University of California, Los Angeles, der von 1960 bis 1961 auf der McMurdo-Station tätig war.